# Bukseskørtet
Bukseskørtet er en dansk stum komediefilm fra 1911 produceret af Biorama. Filmens instruktør er ukendt.
Filmen havde dansk premiere den 24. marts 1911 i Biograf-Theatret. 

## Handling
En radikal modetrend får kvinder til at dåne og mænd til at håne. Tænk dig, bukser til kvinder? Desværre for to veninder skal det moraliserende samfund nok få lært dem en lektie om anstændig påklædning.

## Medvirkende
- Carl Alstrup, en gift mand
- Amélie Kierkegaard, den gifte mands hustru
- Anna Müller, kvindens veninde

## Reflist
1. ↑  Denne beskrivelse stammer fra Det Danske Filminstituts Filmdatabase.